# Nancy Ludington
Nancy Irene Rouillard Ludington, född 25 juli 1939 i Stoneham i Massachusetts, är en amerikansk före detta konståkare.
Ludington blev olympisk bronsmedaljör i konståkning vid vinterspelen 1960 i Squaw Valley.